# Vies arides
Pour les articles homonymes, voir Sécheresse (homonymie).
Vies arides (Vidas Secas), précédemment édité sous le titre Sécheresse, est le sixième roman de l’écrivain brésilien Graciliano Ramos paru en 1938. 
Le roman, composé de treize chapitres, raconte l'histoire d'une famille de cinq personnes et de leur chien qui vivent dans la pauvreté et la sécheresse du sertão brésilien.
Il est adapté au cinéma en 1963 par Nelson Pereira dos Santos.

## Résumé
Fabiano, un habitant du Sertão brésilien, et Sinhá Vitória, une femme au foyer, ainsi que leurs deux enfants et leurs animaux de compagnie, un perroquet et une chienne, racontent leurs difficultés à vivre dans la grande sècheresse et l’oppression sociale de la région nord-est du Brésil. 
Durant leur grand voyage dans le sertão brésilien, une famine oblige la famille à tuer leur perroquet pour se nourrir. Plus tard, alors qu'ils viennent de trouver une ferme où s'installer, Fabiano est arrêté par des soldats de la région, qui lui prennent son argent. Un jour, alors que s'abat une grosse pluie, synonyme de l'arrivée de l'hiver dans le sertão, toute la famille se rejoint dans leur maison pour partager des histoires, réelles ou fictives. Fabiano se montre comme un homme admirable pour son plus jeune fils, mais son fils ainé ne lui fait pas confiance. Après quelques jours sans bouger, la chienne, Baleine, est tuée par Fabiano, sans l'approbation de ses enfants. Une fois morte, Baleine reste dans les pensées et les rêves de Fabiano pour lui donner des conseils.
Le thème central de Vies arides est de dénoncer les difficultés des habitants du sertão brésilien. Grâce à l'utilisation du discours indirect, l'auteur propose une introspectif dans la tête de chacune des personnages. Le roman a un caractère cyclique : l'histoire peut être lue et comprise sans suivre l'ordre original du livre et le premier chapitre pourrait être une « continuation » du dernier chapitre, illustrant le cycle de la pauvreté au Sertão.

## Personnages
Les protagonistes de l’histoire sont Fabiano, Sinhá Vitória, leur fils ainé, leur cadet et leur chienne Baleia ou Baleine. Le couple, Fabiano et Sinhá Vitória, sont la représentation du fil conducteur qui connecte les chapitres.
Fabiano
Il est toujours fidèle à ses activités de cangaceiro, sorte d'extension de son animal, et complètement adapté aux vêtements au cuir. Il garde en soi la fierté de vivre dans la sécheresse et de faire partie du paysage, comme une forme de résistance. Parfois il se doute qu'il est simplement un outil de la ferme, qui pourrait être facilement substituer. Du fait de sa faible éducation, Fabiano a de grandes difficultés de s’exprimer : ainsi, parfois, il se sent comme un animal « Tu es une bête, Fabiano », tandis que d'autres fois, il se considère comme un homme, capable de prendre des décisions, « Tu es une personne, Fabiano ».
Sinhá Vitória
Elle a une facilité à s'adapter aux pires situations de la vie, mais a aussi une grande peur de la sécheresse. Plus sage que Fabiano, mais elle aussi sans études, elle tente de prévenir son mari face aux mensonges et à la triche. Elle a de l’admiration pour Seu Tomás, un homme qui sait lire et qui possède un lit en cuir. Sinhá Vitória est consciente de sa réalité, mais rêve d'un plus grand confort et fait des plans sur un futur incertain. Son grand rêve est de déménager vers une grande ville où ses enfants pourront étudier et apprendre des choses « difficiles et nécessaires ».
Les enfants
Ils n'ont pas de nom dans l'histoire, ce qui est représentatif des habitants de la région à cette époque. Le plus jeune garçon admire son père quand il galope et essaye de l'imiter. Le fils ainé n’aime pas la vie auprès des bêtes, et est considéré comme le plus intellectuel de la famille : il garde une grande passion pour les mots même s'il ne les comprends pas tout le temps.
La chienne Baleia (Baleine)
Le personnage le plus sensible de l'histoire. Elle a toutes les caractéristiques aimables d’un chien dans une famille que ne montre jamais de sentiments amoureux.

## Version française
Le roman fait l'objet de plusieurs traductions en français, dont Sécheresse, aux Éditions Gallimard, sous le label « La Croix du Sud », en 1964. Avec une réédition par le même Éditions Gallimard, cette fois sous le label « Du monde entier », 1989. La dernière édition sous le titre Vies arides, traduit par Mathieu Dosse, par les Éditions Chandeigne en 2014.

## Film
Le livre est devenu un film dirigé par Nelson Pereira dos Santos, en 1963, et fait partie du Cinema Novo. Il a été présenté en sélection officielle au Festival de Cannes 1964.